# Kampen (Sylt)
Kampen (Sylt) (Kaamp en frison septentrional) est une commune d'Allemagne, située dans le land du Schleswig-Holstein et l'arrondissement de Frise-du-Nord. Elle se situe sur l'île de Sylt.

## Jumelage
- Lech am Arlberg (Autriche) depuis 2002

## Galerie

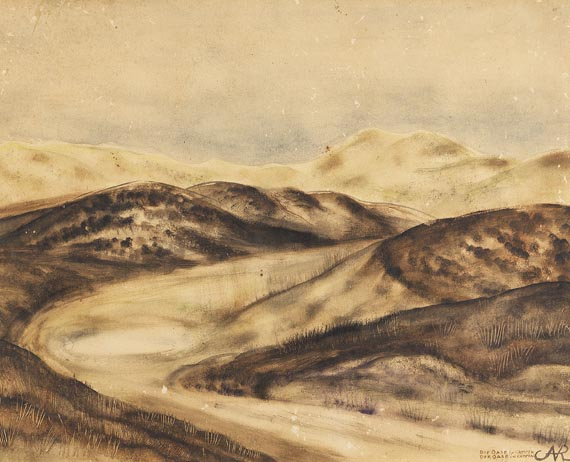
Die Oase in Kampen, Anita Rée, 1933

## Personnalités liées à la commune
- Anita Rée s'y est suicidée en 1933 ;
- Ernest Igl (1920-2001), graphiste, artiste peintre et designer allemand a séjourné dans la commune.

## Phare
|                      |
| Phare de Rotes Kliff |

|                 |
| Phare de Kampen |